# 福井威夫
福井 威夫（ふくい たけお、1944年11月28日 - ）は、日本の自動車技術者、実業家。本田技研工業（ホンダ）の第6代取締役社長。東京都出身（広島県生まれ）。モータースポーツにも携わり、ホンダ・レーシング代表として二輪のロードレース活動を指揮。後年は第3期ホンダF1の総責任者を務めた。

## 来歴・人物
東京都出身で広島県生まれ（戦時疎開）。麻布高校卒業、早稲田大学理工学部応用化学科卒業。父は日本海軍技術少佐として戦艦大和の設計に携わった福井静夫。
1969年、本田技研工業（ホンダ）に入社。同期に後藤治、森脇基恭がいる。入社当初は四輪車用のエンジン開発を行う一方で、社内で「YMSC」という名のアマチュアレーシングチームを結成、主にラリー活動を行う。
1978年には、前年に出された二輪のロードレース世界選手権 (WGP) 復帰宣言を受ける形で、WGP参戦用マシンの開発チームに異動。開発責任者として4ストロークマシンのNR500や、2ストロークマシンのNS500などを開発した。1982年には同開発チームをベースとして二輪レース参戦を統括する子会社、株式会社ホンダ・レーシング (HRC) が設立され、1983年にはHRCの取締役に就任。1987年にはHRCの第4代代表取締役、本田技術研究所の常務となる。
その後1988年にはホンダ本社の取締役となり、1990年には本田技術研究所の専務に昇格。1996年にはホンダ本社の常務を兼任しながら米国の生産子会社であるHonda of America Manufacturing, Inc.（HAM）の社長に就任。1998年には日本に帰国して本田技術研究所の社長となり、1999年にはホンダ本社の専務に昇格。ホンダの研究開発の総責任者として、2000年よりスタートした第3期F1参戦の指揮を執った。
2003年4月23日、ホンダの第6代社長への就任が発表され、同年6月に就任。
2008年12月5日、自ら記者会見を行い、F1レース活動からの全面撤退を内外に発表した。
2009年2月23日、6月23日に開催予定の定時株主総会終了後の取締役会で、取締役相談役に退く事が正式決定した。後任となる7代目社長は伊東孝紳。
2013年10月1日、一般社団日本二輪車普及安全協会会長。
2018年春の叙勲で旭日重光章を受章。

## エピソード
- 2004年8月24日に栃木研究所にてジャーナリスト向け技術プレゼンテーション「2004 Honda Meeting」が行われた。会合でのデモンストレーションとしてテストコースにてF1マシン (B・A・R 005) の走行が行われたが、ドライバーはテストドライバーではなく福井本人によるものだった。3周のみの走行だったが最高速度は292km/hに達したという。F1走行後、今度は2輪GPマシン（ホンダ・RC211V）にて走行、エンジンの扱いが非常に難しいとされ、F1よりも遙かに加速Gが厳しいと言われる2輪GPマシンも乗りこなした。それ以来、「世界一速い社長」と呼ばれることがある。
- マンガ『バリバリ伝説』（しげの秀一）・WGP編において、HRCの監督として「梅井松夫（うめい まつお）」という福井とよく似た名前の人物が登場する。
- 2008年にホリデーオート誌上で各メーカー向けに行われた若者の自動車離れに関するインタビューに対し、「ウチは昔バイクで同じような目にあっているからそれなりに対策は出来ている」とコメントした。
- 2008年5月21日、恒例の年央会見でスーパーアグリF1チーム撤退後の佐藤琢磨のワークスホンダへの起用について、「2輪でも4輪でも日本人を乗せて欲しいという声は必ずあるが、我々は決して日本だけを見ているわけではない。特にホンダのF1チームはまじめに世界チャンピオンを取ることを目的にやっている。そのニーズに合ったドライバーを世界中から見付けて来ることが最優先。その目的に合うなら琢磨くんも乗れる訳だけど、日本人だからといって乗せるつもりは全然無い。（会見の時点で）ポイントを取れていないから、我々も決してバリチェロで満足しているわけではない。でも、琢磨くんだからポイントが取れるとも限らない。我々が持っている客観的なデータを見ても琢磨くんがバリチェロに勝つのは結構大変。そういうレベルだと思う。」と述べ、実力主義を強調した。このコメントは、佐藤琢磨がF1参戦を果たした際に「琢磨はホンダの夢である」と語った当時のスタンスとは異なる。2007年シーズンはバリチェロがノーポイントであったのに対し、佐藤は入賞2回の4ポイントを獲得している[7]。

## テレビ番組
- 日経スペシャル カンブリア宮殿 「あくなき技術への挑戦！！ ～ホンダのモノ作りに迫る～」（2006年11月27日、テレビ東京）- 本田技研工業社長として出演[8]

## 著書・論文
- 二輪車用エンジンの高出力化-8バルブ方式のレーサーエンジン：1985年自動車技術